# Чиччолина
Анна Илона Шталлер (венг. Staller Ilona Anna) или Анна Елена Сталлер (итал. Elena Anna Staller; род. 26 ноября 1951, Будапешт, Венгрия), более известна под своим сценическим именем Чиччоли́на (итал. Cicciolina) — итальянско-венгерская порноактриса, политик и певица. Первая звезда «жёсткого» порно, которая стала депутатом парламента, победив на выборах.

## Биография
Родилась в Будапеште. Её отчим работал в МВД Венгрии, мать была акушеркой. В 1964 году Илона начала работать в модельном агентстве. По её собственным воспоминаниям, она потеряла девственность в шестнадцать лет с чернокожим студентом. В одном из телеинтервью она призналась, что в конце 1960-х годов была осведомителем и поставляла венгерской разведке информацию об американских дипломатах, которые останавливались в отеле «Интерконтиненталь» в Будапеште, где она официально работала официанткой (по другим сведениям, горничной).
Выйдя замуж и получив итальянское гражданство, она обосновалась в Италии. В начале 1970-х годов она познакомилась с режиссёром порнофильмов Риккардо Скикки.
В 1973 году к ней приходит первая популярность благодаря участию в радиошоу Voulez vous coucher avec moi? («Хотите спать со мной?») на Radio Luna. В этом шоу она впервые использовала имя Чиччолина (давшее несколько вариаций: например, своих поклонников она называла «Чиччолини», а своего игрушечного медвежонка — «Чиччолино»).
Несмотря на то, что, начиная с 1970 года, она несколько раз появлялась в фильмах, её первым полноценным кинодебютом под собственным именем можно считать вышедший в 1975 году фильм «Лицеистка» (La liceale), где она играла лесбиянку Монику, одноклассницу главной героини. В 1978 году в телешоу C’era due Volte её обнажённая грудь впервые была показана по итальянскому ТВ.
Её первый сугубо порнографический фильм, Il telefono rosso, вышел в 1983 году. В фильме она принимает участие в сценах группового секса с различными партнерами как мужского, так и женского пола; сексуальная активность включает в себя сцены анального секса, двойного проникновения, урофагии и зоофилии (актриса мастурбирует хвостом живой змеи).
В вышедшем в 1986 году фильме Cicciolina Number One — Horsepower, в одной из сцен партнерша Илоны по съёмкам Denise Dior занимается сексом с конём, что иногда приводит к ошибочным утверждениям, что оральным сексом с конём занималась сама Илона. В действительности же это не так, несмотря на то, что в воспоминаниях она признаётся в сексе с собакой.
Её мемуары под названием Confessioni erotiche di Cicciolina были опубликованы в Милане в 1987 году. В том же году она снялась в фильме Carne bollente. Её партнером по съёмкам был Джон Холмс. Сам фильм стал темой жарких дебатов, после того как выяснилось, что тесты Холмса показали положительную реакцию на ВИЧ. Последний порнофильм с участием Илоны увидел свет в 1992 году.
В 1991 году Илона вышла замуж за американского скульптора Джеффа Кунса. Кунс изготавливал скульптуры и картины, где были изображены Илона и он, занимающиеся сексом. Их брак распался в 1992 году; их сын Людвиг родился вскоре после этого. Илона покинула США вместе с ребёнком. Впереди её ждала продолжительная борьба с бывшим мужем за право воспитывать сына, которая закончилась поражением Илоны: Кунс выиграл судебное разбирательство, но ребёнок остался с матерью в Италии.
Кроме позирования Джеффу Кунсу, Илона сотрудничала с представительствами журнала Playboy в разных странах, для которых она снималась обнажённой. Её первое подобное появление в журнале состоялось в Аргентине 1 марта 1988 года (в сентябре 1990 года она снялась для этого журнала вновь). Другие подобные появления были в Венгрии (1 июня 2005 года), Сербии (1 июля 2005 года) и в Мексике, в сентябрьском выпуске издания журнала Playboy.
В 1994 году она снялась в фильме Replikator, а в 1996 году в нашумевшей бразильской теленовелле Xica da Silva. В сентябре 1995 года нанесла официальный визит в Москву, где, в частности, встречалась с Владимиром Жириновским.
Ориентировочно в 2000 году Илона сделала пластическую операцию по увеличению груди.

## Политическая карьера
В 1979 году Илона была избрана ведущим кандидатом от Lista del Sole, первой итальянской партии зелёных. В 1985 году она перешла в Partito Radicale (Радикальная партия, выступала против распространения атомной энергии, членства в НАТО и выступала за права человека и помощь голодающим во всем мире). В 1987 году она успешно баллотировалась в итальянский парламент от римского округа Лацио, набрав около 20 000 голосов. На этих выборах она заняла второе место среди кандидатов Радикальной партии, уступив только лидеру партии Марко Паннелла, однако в конце срока она не была переизбрана. В 1991 году она стала одним из организаторов политического движения «Партия любви» (Partito dell’Amore).
Когда стало ясно, что война в Персидском заливе неизбежна, Илона открыто заявила: «Я готова заняться любовью с иракским диктатором Саддамом Хуссейном, чтобы сохранить мир на Ближнем Востоке». Она подтвердила своё предложение в 2002 году, когда Ирак отказался, вопреки международному давлению, допустить проверку наличия у него оружия массового поражения. В апреле 2006 года она обратилась с аналогичным предложением к Усаме Бен Ладену.
Илона продолжила активно заниматься политикой, выступая за безопасное будущее, свободное от атомной энергии и за полную сексуальную свободу, включая право на секс в тюрьмах. Она выступает против любых видов насилия, включая смертную казнь, и за запрет на уничтожение животных ради меха или использования их для научных экспериментов. Кроме того, она выступает за легализацию наркотиков, против любых видов цензуры, за сексуальное образование в школах, за объективную информацию о СПИДе и за дополнительный налог на автомобили, дабы уменьшить загрязнение окружающей среды.
Поддерживает современную политическую линию правительства Бразилии. Во время недельного визита в Рио-де-Жанейро участвовала в несанкционированном митинге бразильских геев.

## Музыкальная карьера
За свою карьеру Илона записала несколько песен, в основном исполненных «вживую». Практически все песни так или иначе затрагивали тему секса, так как целью Илоны было внести в музыку элементы порнографии. Но результат получился скорее комичным, нежели порнографическим: очень откровенные тексты в сочетании с «детской» музыкой. Её самая известная песня, «Muscolo Rosso», посвящена мужскому половому члену. Из-за обильного использования в тексте ненормативной лексики Илона не смогла издать песню в Италии, однако песня стала хитом в других странах, особенно во Франции, где далеко не все понимали смысл текста. Песня завоевала огромную популярность и в Интернете, где италоговорящие пользователи смогли услышать её в первый раз. Альбомы Илоны, благодаря её собственной популярности, издавались во многих странах и в настоящий момент являются коллекционной редкостью. Спрос на её пластинки велик, благодаря откровенному оформлению обложек и учитывая тот факт, что Илона является признанной гей-иконой.

## Сотрудничество с венгерскими спецслужбами
Утверждается, что во время проживания в Италии она сотрудничала с венгерскими спецслужбами, будучи завербованной ещё во время работы официанткой в будапештской гостинице «Интерконтиненталь», после чего она сменила профессию, став гидом-переводчиком для иностранцев из капиталистических стран. Показав свою перспективность, благодаря помощи спецслужб она эмигрировала в Италию. Особых результатов в своей разведдеятельности она достигала благодаря своим интимным отношениям со многими политиками. Она поддерживала сотрудничество со спецслужбами почти тридцать лет, будучи завербованной, когда ей ещё не исполнилось и восемнадцати; от активной деятельности она отошла в 47 лет. Считается, что сотрудничество с секретными службами Венгрии она прекратила в одностороннем порядке в 1989 году, когда пала Берлинская стена.

## Цитаты
- «Моя грудь никогда никому не принесла никакого вреда, в то время как война Бен Ладена принесла тысячи жертв». (октябрь 2002 года)
- «У меня как-то было жуткое похмелье — то, чего никогда не будет у бедняков. Так что пришло время помочь беднякам». (июль 2002 года)
- «Я здесь не для того, чтобы демонстрировать свою грудь. Я сейчас говорю о бедняках и в этом нет необходимости — отнюдь не потому что у меня, несмотря на мои годы, некрасивая грудь… В этом нет необходимости потому, что бедняков не интересует моя грудь». (2002 год)